# Bispo de Winchester
O Bispo de Winchester é o ordinário da Igreja Anglicana responsável pela Diocese de Winchester, na província da Cantuária. A sé da Diocese de Winchester é a Catedral de Winchester, fundada em 642. O cargo de Bispo de Winchester é dos mais antigos da Igreja Anglicana. O bispo é também um dos cinco cargos mais importantes da Igreja da Inglaterra, juntamente com o Arcebispo da Cantuária, o Arcebispo de Iorque, o bispo de Durham e o Bispo de Londres. Tradicionalmente, é o prelado da Ordem da Jarreteira e é um dos Lordes Espirituais do Parlamento do Reino Unido. 
Em julho de 2023, foi anunciado que Philip Mounstephen seria o próximo bispo de Winchester e que ele deixaria seu posto em Truro no outono de 2023. Debbie Sellin permaneceu como bispo diocesano interino até a eleição de Mounstephen (que ocorreu em 11 de setembro) e confirmação em 10 de outubro.